# Hamid Goodarzi
Hamid Goodarzi (persan : حمید گودرزی) est  un acteur iranien.  Il est né le 23 novembre 1977 à Téhéran.

## Biographie
Goudarzi a fait ses études universitaires à l’école de théâtre dès l’âge de 20 ans. Il a commencé sa carrière de théâtre avec une pièce intitulée Le bateau Esperanza  et au cinéma avec le film Sohrab.
Le début de sa carrière professionnelle est en 1997  avec la série télévisée Dani  et  Moi. Il a également performé comme chanteur en joignant un groupe de musique iranienne nommée Sept  avec lequel il a enregistré son premier album[réf. nécessaire]. Le haut point de sa performance est dans la télésérie Un voyageur de l’Inde où il joue le rôle d’un antihéros. Par la suite, il continue sa carrière au cinéma et à la télévision avec succès. Ses deux derniers films sur point de sortir sont intitulés: «Infidèle», «Viré».

## Télévision
- Dani et Moi (1997)
- Mur de verre
- Un voyageur de l’Inde
- Fièvre froide
- Aide-moi
- Bon, mauvais, Laid (2006)
- Cinquième soleil (2009)

## Filmographie
- Sohrab (1999)
- Les fils de claire de lune (2001)
- Le perdant (2003)
- Homicide Online (2004)
- Gaucher  (2004)
- Ma faute (2005)
- Infidèle (2006)
- Terminé (2006)
- Zahra est lá meilleur (2015)